# Norwich (Nova Iorque)

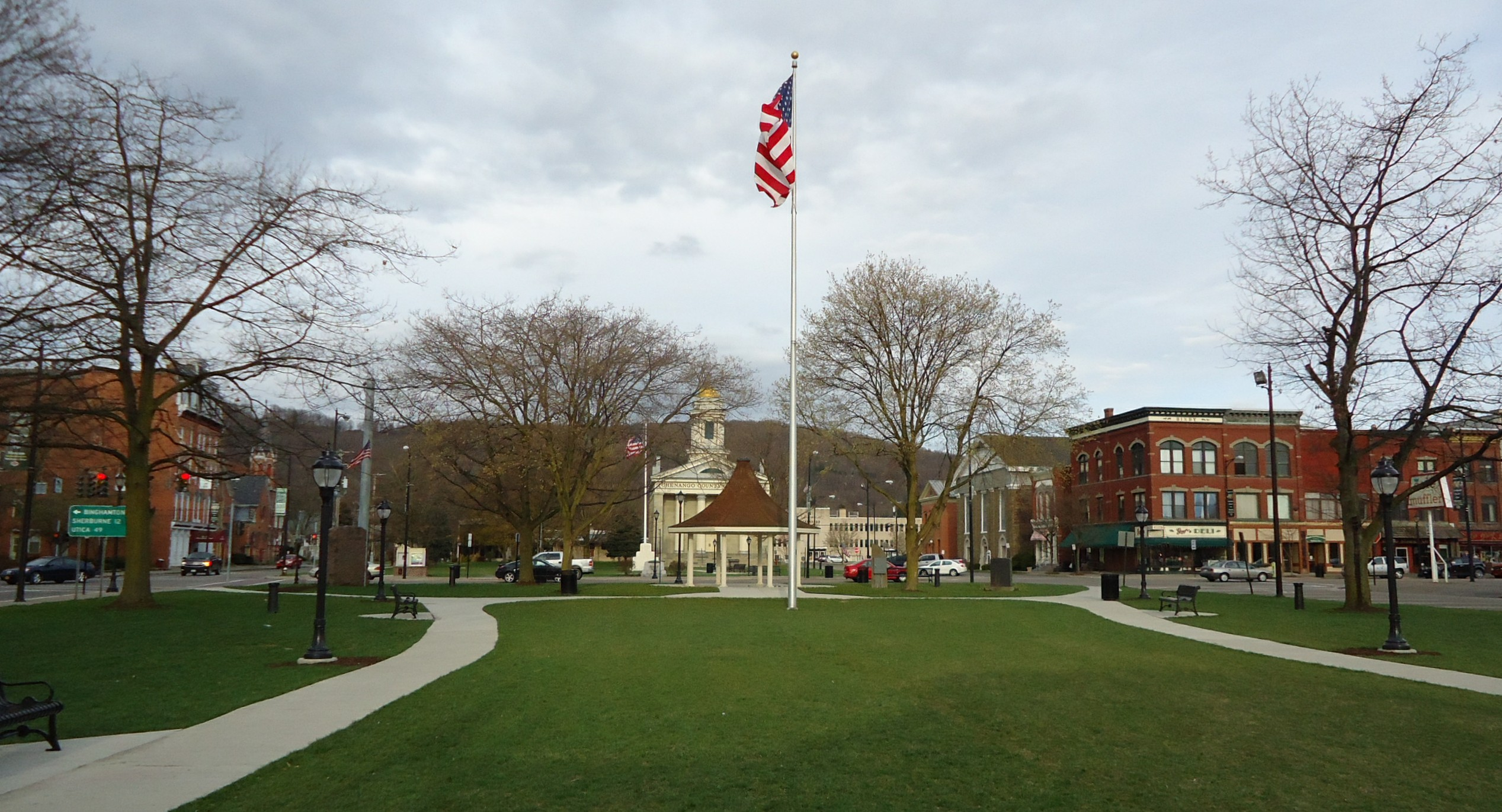
Praça central de Norwich

Norwich é uma cidade no condado de Chenango, Nova Iorque, Estados Unidos. Cercada em todos os lados pelo município de Norwich,  
A cidade é a sede do condado de Chenango. O nome é em homenagem a Norwich, Inglaterra. 
 
Sua população foi de 7.190 no censo de 2010. 

O Aeroporto Lt Warren Eaton (OIC), servindo a área, está localizado na cidade vizinha, North Norwich.[carece de fontes?]